# Плавання на літніх Олімпійських іграх 1928
Змагання з плавання на літніх Олімпійських іграх 1928 в Амстердамі тривали з 4 до 11 серпня 1928 року на Плавальному стадіоні Олімпійського спортивного парку. Розіграно 11 комплектів нагород: 6 серед чоловіків і 5 серед жінок. Змагалися 182 спортсмени з 28-ми країн.

## Таблиця медалей
| Місце               | Країна                | Золото | Срібло | Бронза | Загалом |
| ------------------- | --------------------- | ------ | ------ | ------ | ------- |
| 1                   | США (USA)             | 6      | 2      | 3      | 11      |
| 2                   | Нідерланди (NED)      | 1      | 2      | 0      | 3       |
| 3                   | Німеччина (GER)       | 1      | 1      | 1      | 3       |
| 3                   | Японія (JPN)          | 1      | 1      | 1      | 3       |
| 5                   | Швеція (SWE)          | 1      | 0      | 1      | 2       |
| 6                   | Аргентина (ARG)       | 1      | 0      | 0      | 1       |
| 7                   | Велика Британія (GBR) | 0      | 2      | 2      | 4       |
| 8                   | Австралія (AUS)       | 0      | 2      | 0      | 2       |
| 9                   | Угорщина (HUN)        | 0      | 1      | 0      | 1       |
| 10                  | Канада (CAN)          | 0      | 0      | 1      | 1       |
| 10                  | ПАР (RSA)             | 0      | 0      | 1      | 1       |
| 10                  | Філіппіни (PHI)       | 0      | 0      | 1      | 1       |
| Загалом (12 збірні) | Загалом (12 збірні)   | 11     | 11     | 11     | 33      |

## Медальний залік

### Чоловіки
| Дисципліни                      | Золото                                                             | Срібло                                                            | Бронза                                                          |
| ------------------------------- | ------------------------------------------------------------------ | ----------------------------------------------------------------- | --------------------------------------------------------------- |
| 100 м вільним стилем            | Джонні Вайссмюллер (USA)                                           | Іштван Барань (HUN)                                               | Кацуо Такаїсі (JPN)                                             |
| 400 м вільним стилем            | Альберто Соррілья (ARG)                                            | Бой Чарлтон (AUS)                                                 | Арне Борґ (SWE)                                                 |
| 1500 м вільним стилем           | Арне Борґ (SWE)                                                    | Бой Чарлтон (AUS)                                                 | Бастер Краббе (USA)                                             |
| 100 м на спині                  | Джордж Кояк (USA)                                                  | Волтер Лауфер (USA)                                               | Пол Ваєтт (USA)                                                 |
| 200 м брасом                    | Йосіюкі Цурута (JPN)                                               | Еріх Радемахер (GER)                                              | Теофіло Ільдефонсо (PHI)                                        |
| Естафета 4×200 м вільним стилем | США (USA) Остін Клепп Джордж Кояк Волтер Лауфер Джонні Вайссмюллер | Японія (JPN) Нобуо Араї Токухей Сада Кацуо Такаїсі Хіросі Йонеяма | Канада (CAN) Гарнет Олт Манроу Борн Волтер Спенс Джеймс Томпсон |

### Жінки
| Дисципліни                      | Золото                                                                   | Срібло                                                                 | Бронза                                                             |
| ------------------------------- | ------------------------------------------------------------------------ | ---------------------------------------------------------------------- | ------------------------------------------------------------------ |
| 100 м вільним стилем            | Альбіна Осипович (USA)                                                   | Еленор Ґаратті (USA)                                                   | Джойсі Купер (GBR)                                                 |
| 400 м вільним стилем            | Марта Нореліус (USA)                                                     | Марі Браун (NED)                                                       | Джосефін Маккім (USA)                                              |
| 100 м на спині                  | Марі Браун (NED)                                                         | Еллен Кінґ (GBR)                                                       | Джойсі Купер (GBR)                                                 |
| 200 м брасом                    | Гільде Шрадер (GER)                                                      | Мітьє Барон (NED)                                                      | Шарлотт Мюге (GER)                                                 |
| Естафета 4×100 м вільним стилем | США (USA) Еленор Ґаратті Аделаїд Ламберт Марта Нореліус Альбіна Осипович | Велика Британія (GBR) Джойсі Купер Еллен Кінґ Сіссі Стюарт Іріс Таннер | ПАР (RSA) Мері Бедфорд Фредді ван дер Гус Рода Ренні Кетлін Рассел |

## Країни-учасниці
Змагалися 182 плавці та плавчині з 28-ми країн. Чилі, Ірландія, Панама, Філіппіни і Польща вперше взяли участь у плавальній програмі Олімпійських ігор. 
- Аргентина  (4)
- Австралія  (5)
- Австрія  (3)
- Бельгія  (5)
- Канада  (6)
- Чилі  (4)
- Чехословаччина  (1)
- Данія  (5)
- Фінляндія  (1)
- Франція  (13)
- Німеччина  (19)
- Велика Британія  (21)
- Угорщина  (8)
- Ірландія  (2)
- Італія  (5)
- Японія  (10)
- Люксембург  (3)
- Нідерланди  (14)
- Нова Зеландія  (4)
- Норвегія  (1)
- Панама  (1)
- Філіппіни  (2)
- Польща  (2)
- ПАР  (5)
- Іспанія  (5)
- Швеція  (9)
- Швейцарія  (1)
- США  (23)